# Bilguun Ariunbaatar
Bilguun Ariunbaatar (mong. Ариунбаатарын Билгүүн trl. Ariunbaataryn Bilgüün; ur. 31 stycznia 1987 w Ułan Bator) – polski showman, satyryk, dziennikarz, prezenter telewizyjny i piosenkarz pochodzenia mongolskiego.

## Życiorys
Jest synem lekarzy. Ma młodsze rodzeństwo: brata (ur. 1990) i siostrę (ur. 2009). Kiedy miał dziewięć lat, wyemigrował z rodzicami do Polski. Przez dwa lata studiował na Uniwersytecie Medycznym w Warszawie, a po przerwaniu studiów podjął studia na kierunku „reklama i marketing” na prywatnej uczelni, na której uzyskał stopień licencjata.
W latach 2010–2013 pracował w TVN. Od wiosny 2010 do czerwca 2011 występował jako reporter fikcyjnej mongolskiej telewizji „U1 BATOR” w programie Szymon Majewski Show, jesienią 2011 współprowadził z Szymonem Majewskim program HDw3D Telewision, a wiosną 2012 występował w programie Szymon na żywo. Choć w programach wcielał się w rolę słabo zorientowanego w polskich realiach obcokrajowca mówiącego łamaną polszczyzną, w rzeczywistości mieszka w Polsce od dziecka i płynnie mówi po polsku. W 2011 w parze z Janją Lesar został finalistą 13. edycji programu rozrywkowego Taniec z gwiazdami.
W 2013 prowadził programy Viva Polska: Spanie z gwiazdami i Puk, puk, to my! W 2014 uczestniczył w pierwszej edycji programu rozrywkowego Twoja twarz brzmi znajomo. W latach 2014–2015 współprowadził kulisy programu Dancing with the Stars. Taniec z gwiazdami w Polsat Café. W 2015 uczestniczył w programie Celebrity Splash!.
Przez rok pracował w redakcji Rock Radia, poza tym prowadził autorską audycję Szybki Bill w Radio Zet. W kwietniu 2024 dołączył do ekipy porannego programu Radia ZET Dzień dobry bardzo, w którym emituje przeprowadzane przez siebie sondy uliczne o absurdach życia codziennego Polaków.
Gościnnie śpiewa w programie TVP1 Jaka to melodia?. W 2015 założył zespół rockowy Lavina i zadebiutował jako aktor rolą w spektaklu Krystyny Jandy Udając ofiarę w Och-Teatrze w Warszawie.

### Reklamy
Wystąpił w kampaniach reklamowych sieci telefonii komórkowej Era, czekolady Milka i serwisu lokalo.pl z Grupy Allegro.

## Życie prywatne
Z nieformalnego związku z Izabelą Liebert ma córkę, Antoninę (ur. 2016). Od stycznia 2025 jest zaręczony z Kamilą Rolak, z którą ma córkę, Ofelię (ur. 2024)

## Filmografia
Dubbing
- 2011: Gnomeo i Julia – Jelonek

## Nagrody i nominacje
Został nominowany do Wiktorów 2011 w kategorii Odkrycie telewizyjne roku.